# مازن تزيديك
مجن صدق (بالعبرية: מגן צדק كلمة عبرية تعنى بالإنجليزية درع العدالة أو شهادة العدالة مع اختلاف الهجاء في الإنجليزية)، هي شهادة تكميلية لأطعمة الكشروت المنتجة في الولايات المتحدة بطريقة تلبى المعايير اليهودية (القانونية) للعمال، المستهلكين، الحيوانات والبيئة كما فهمتها اليهودية المحافظة. مازن تزيديك هي التي تصادق على ان الغذاء هو كشروت في انه يلبى متطلبات معينة بشأن مكونات الغذاء والطرق الفنية للذبح الحيوانى، الا انها شهادة اخلاقية مكملة لشهادة كوشير التقليدية.
مازن تزيديك بدأت من خلال حبر يهودى يسمى موريس الين وقد اطلقها عام 2013 برعاية الجمعية الحاخامية، والجمعية الأمريكية للحاخامين المحافظين، الكنيس المتحد لليهودية المحافظة، والمؤتمر المركزى للحاخامين الاصلاحيين، واتحاد اليهودية الاصلاحية. وقد لاقى مازن تزيديك النقد القاسى من الحاخامات اليهود الارثوذكس ومنظماتها. اعتبارًا من 2013، لم يعد يوجد منتج يحمل ختم مازن تزيديك.

## روابط خارجية
- Official website
- Rabbi Allen's blog on Magen Tzedek